# Здравница (Кировская область)
 Здравница  — деревня в Кирово-Чепецком районе Кировской области в составе Коныпского сельского поселения.

## География
Расположена на расстоянии примерно 17 км на запад-юго-запад по прямой от центра района города Кирово-Чепецк на левом берегу реки Чепца.

## История
Известна с 1939 года как детский санаторий, в 1950 (Комсомольская здравница) хозяйств 230 и жителей 309, в 1989 (детский санаторий «Конып») 147 жителей.
Постановление Думы Кировской области от 01.11.1996 № 27/165 детский санаторий «Конып» переименован в деревню Здравница.

## Население
| 2010 |
| ---- |
| 51   |

Постоянное население составляло 60 человек (русские 100 %) в 2002 году, 51 в 2010.